# Stenhomalus satoi
Stenhomalus satoi är en skalbaggsart som beskrevs av Tatsuya Niisato 1989. Stenhomalus satoi ingår i släktet Stenhomalus och familjen långhorningar.
Artens utbredningsområde är Filippinerna. Inga underarter finns listade i Catalogue of Life.